# Corticium roseocarneum
Corticium roseocarneum är en svampart som först beskrevs av Ludwig David von Schweinitz, och fick sitt nu gällande namn av Hjortstam 1998. Corticium roseocarneum ingår i släktet Corticium och familjen Corticiaceae.   Inga underarter finns listade i Catalogue of Life.